# Блейк, Шан
Шан Сама́нта Блейк (англ. Sian Samantha Blake; сентябрь 1972, Уолтемстоу, Лондон, Англия, Великобритания — декабрь 2015, Эрит, Лондон, Англия, Великобритания) — британская актриса

 и театральный режиссёр
.

## Биография и карьера
Шан Саманта Блейк родилась в сентябре 1972 года в Уолтемстоу (Лондон, Англия, Великобритания) в семье ямайца Корнелла Ллойда Блейка (1935—1990, умер от инфаркта миокарда) и Линделл «Пэнси» Блейк, которые развелись когда ей было шесть лет. Она была младшей из трёх детей в семье, имелу сестру Аву (род. 1964) и брата Роджера. Она получила свою первую роль в 1994 году, сыграв девушку, страдающую булимией в рождественском эпизоде «Несчастного случая» в этом году.
После работы в качестве секретаря в хирургии, Блейк получила свою самую известную роль, соул-певицы Фрэнки Пьер, в мыльной опере «Жители Ист-Энда», в которой она снималась с 1996 по 1997 год. Изначально она прослушивалась на небольшую роль медсестры, но была приглашена на прослушивание на более долгосрочную роль Фрэнки после того, как впечатлила продюсеров сериала. Сначала она подписала шестимесячный контракт, но впоследствии он был продлён.
После ухода из сериала, Блейк продолжала сниматься на телевидении, в том числе в сериалах «Врачи», «Чисто английское убийство» и «Молокососы» до того, как уйти из профессии. Позже она стала учителем языка жестов и переводчиком.
Помимо телевидения и кино, Блейк также появлялась и руководила несколькими театральными постановками. Играла в постановках «Джо Гай», «Бесплодные усилия любви» и «Двенадцатая ночь», и режиссировала «Оксфордскую улицу» в Soho Theatre и «Захоронение» в Almeida Theatre.
У неё было два сына, Закари Билал Кент-Симпсон (2007—2015) и Амон Бен Джордж Кент-Симпсон (2011—2015), от Артура Симпсона-Кента. 11 декабря 2015 года Блейк был поставлен диагноз моторное нейронное заболевание в терминальной стадии после первого проявления неврологических симптомов в сентябре 2013 года.
Блейк и её двое детей пропали без вести 16 декабря 2015 года; три недели спустя их тела были обнаружены в доме Блейк в Эрите, Лондон. Её партнёр, Артур Симпсон-Кент, признал себя виновным в убийствах и получил пожизненный срок в октябре 2016 года.

## Избранная фильмография
| Год  |   | Русское название | Оригинальное название | Роль        |
| ---- | - | ---------------- | --------------------- | ----------- |
| 2009 | с | Молокососы       | Skins                 | переводчица |